# 麥克尼爾 (佛羅里達州)
麥克尼爾（英語：McNeal）是位於美國佛羅里達州卡爾霍恩縣的一個非建制地區。該地的面積和人口皆未知。

## 地理
麥克尼爾的座標為30°17′40″N 85°05′54″W / 30.29444°N 85.09833°W，而該地的平均海拔高度為3米（即10英尺）。